# Sengkuang Jaya
Sengkuang Jaya is een bestuurslaag in het regentschap Seluma van de provincie Bengkulu, Indonesië. Sengkuang Jaya telt 489 inwoners (volkstelling 2010).